# Boma la Ng'ombe
Boma la Ng'ombe (auch Bomalang'ombe) ist ein Verwaltungsbezirk (englisch Ward) des Distrikts Kilolo in der tansanischen Region Iringa.

## Geografie
Boma la Ng'ombe ist ein Bezirk auf dem südlichen Hochland von Tansania etwa 55 Kilometer Luftlinie südsüdöstlich der Regionshauptstadt Iringa. Der Bezirk grenzt im Nordwesten an Ng'uruhe, im Nordosten an Ng'ang'ange, im Osten an Idete, im Südosten an Masisiwe und im Südwesten an Kibengu. Bei der Volkszählung 2022 lebten 13.153 Menschen in 3346 Haushalten auf einer Fläche von 156 Quadratkilometern.

## Gliederung
Der Bezirk besteht aus fünf Gemeinden (swahili Mtaa) mit 23 Orten (Kitongoji):
| Boma la Ng'ombe - Chalinze A - Chalinze B - Ilole - Mtwivila A - Mtwivila B - Mwanzala - Usagala | Wangama - Changarawe - Wangama - Magangwe - Ibwenge - Kilolo | Mwatasi - Manyingi - Mwatasi - Makorongoni - Chalinze - Mdendesa | Ng'ingula - Ilangi - Lulisa - Tandamti - Msengela - Mwang'ingo - Godauni | Lyamko - Lyamko - Mifugo - Ibumila - Mlandege - Mlandege Chini |

## Infrastruktur
- Gesundheit: In den Gemeinden Boma la Ng'ombe,[7] Mwatasi[8] und Ng'ingula[9] gibt es je eine staatliche Apotheke.
- Bildung: Im Bezirk liegen zwei weiterführende Schulen.[10] Die Ipeta Secondary School ist eine staatliche Schule mit einer Ausbildung bis zur 4. Stufe,[11] die Bomalang’Ombe Secondary School wird von der evangelisch-lutherischen Kirche geleitet und bildet ebenfalls bis zum „ordinary Level“ aus.[12]